# Elias Olsson
Elias Oskar Olsson (Arlöv, 23 aprile 2003) è un calciatore svedese, difensore del Lechia Danzica.

## Carriera

### Club
È cresciuto nel settore giovanile del Kalmar, con cui ha debuttato il 28 febbraio 2021 nell'incontro di Svenska Cupen vinto 1-0 contro il Brage. Il 12 aprile seguente ha esordito anche in Allsvenskan contro l'Östersund.
Il 31 agosto è stato ceduto in prestito al Groningen ma dopo soli sei mesi in cui ha collezionato due sole presenze giocando principalmente nella formazione Under-21, ha fatto ritorno in Svezia non essendo stato esercitato il diritto di riscatto. Il 7 marzo 2022 ha prolungato il contratto fino al 2024 ed il 14 luglio seguente è passato in prestito al Næstved fino a dicembre ed una volta rientrato al Kalmar ha iniziato a giocare con maggior frequenza in prima squadra.
L'11 agosto 2023 è stato ceduto a titolo definitivo al Lechia Danzica.

### Nazionale
Ha giocato nelle nazionali giovanili svedesi Under-17, Under-19 ed Under-21.

## Statistiche

### Presenze e reti nei club
Statistiche aggiornate al 12 gennaio 2025.
| Stagione              | Squadra               | Campionato            | Campionato | Campionato | Coppe nazionali | Coppe nazionali | Coppe nazionali | Coppe continentali | Coppe continentali | Coppe continentali | Altre coppe | Altre coppe | Altre coppe | Totale | Totale | Totale |
| Stagione              | Squadra               | Comp                  | Pres       | Reti       | Comp            | Pres            | Reti            | Comp               | Pres               | Reti               | Comp        | Pres        | Reti        | Pres   | Reti   |        |
| --------------------- | --------------------- | --------------------- | ---------- | ---------- | --------------- | --------------- | --------------- | ------------------ | ------------------ | ------------------ | ----------- | ----------- | ----------- | ------ | ------ | ------ |
| 2021                  | Kalmar                | A                     | 5          | 0          | CS+CS           | 3+1             | 0               | -                  | -                  | -                  | -           | -           | -           | 9      | 0      |        |
| 2021-gen. 2022        | Groningen             | ED                    | 1          | 0          | CO              | 1               | 0               | -                  | -                  | -                  | -           | -           | -           | 2      | 0      |        |
| 2022                  | Kalmar                | A                     | 0          | 0          | CS+CS           | 4+0             | 0               | -                  | -                  | -                  | -           | -           | -           | 4      | 0      |        |
| 2022-gen. 2023        | Næstved               | 1D                    | 10         | 0          | CD              | 3               | 0               | -                  | -                  | -                  | -           | -           | -           | 13     | 0      |        |
| 2023                  | Kalmar                | A                     | 8          | 0          | CS+CS           | 1+0             | 0               | UECL               | 0                  | 0                  | -           | -           | -           | 9      | 0      |        |
| Totale Kalmar         | Totale Kalmar         | Totale Kalmar         | 13         | 0          |                 | 9               | 0               |                    | 0                  | 0                  |             | -           | -           | 22     | 0      |        |
| 2023-2024             | Lechia Danzica        | 1L                    | 30         | 2          | CP              | 1               | 0               | -                  | -                  | -                  | -           | -           | -           | 31     | 2      |        |
| 2024-2025             | Lechia Danzica        | EK                    | 17         | 1          | CP              | 0               | 0               | -                  | -                  | -                  | -           | -           | -           | 17     | 1      |        |
| Totale Lechia Danzica | Totale Lechia Danzica | Totale Lechia Danzica | 47         | 3          |                 | 1               | 0               |                    | 0                  | 0                  |             | -           | -           | 48     | 3      |        |
| Totale carriera       | Totale carriera       | Totale carriera       | 71         | 3          |                 | 14              | 0               |                    | 0                  | 0                  |             | -           | -           | 85     | 3      |        |

## Palmarès

### Club

#### Competizioni nazionali
- Campionato polacco di seconda divisione: 1

Lechia Danzica: 2023-2024